# 莫斯科迪纳摩足球俱乐部
莫斯科迪纳摩足球俱乐部（俄語：Футбольный клуб «Динамо» Москва）是俄罗斯莫斯科的一支职业足球俱乐部，隶属于俄罗斯迪纳摩体育协会，参加俄罗斯足球超级联赛。它的主体育场是莫斯科地区的VTB銀行競技場（原莫斯科迪纳摩体育场）。
莫斯科迪纳摩俱乐部的传统颜色是蓝色和白色。俱乐部徽标为草书西里尔字母“Д”；其上的两颗金色五角星代表球队曾获得超过10次苏联足球顶级联赛冠军（实为11次）。俱乐部的格言是“运动中的力量”，出自迪纳摩体育协会的名誉成员马克西姆·高尔基。莫斯科迪纳摩足球俱乐部是俄罗斯历史最悠久的足球俱乐部，一直参加苏联与俄罗斯的顶级联赛，但苏联解体后俱乐部从未获得过俄超联赛的冠军。球队在2015-2016赛季成绩不佳，最终降级，并在一个赛季后升级回俄超联赛。

## 历史
莫斯科迪纳摩足球俱乐部是苏联迪纳摩体育协会最早创建的下属体育俱乐部。迪纳摩体育协会始建于苏联时期，是前苏联及今俄罗斯国家安全及内务部门（内务部与克格勃）成立的体育协会。拉夫连季·帕夫洛维奇·贝利亚一直是球队的支持者。球队在苏联时期是苏联足球顶级联赛的一支劲旅，曾获11届联赛冠军，但在1976年后从未再夺冠，在苏联解体后也未获得过俄超联赛冠军。
2009年4月10日，俄罗斯外贸银行收购了俱乐部74%的股份，从而成为俱乐部的拥有者。鲍里斯·罗曼诺维奇·罗登伯格开始担任俱乐部主席，直到2015年7月17日辞职。俱乐部的所有权在俄罗斯外贸银行和俄罗斯迪纳摩体育协会之间几次易手，并于2022年重新归于迪纳摩体协所有。

## 荣誉

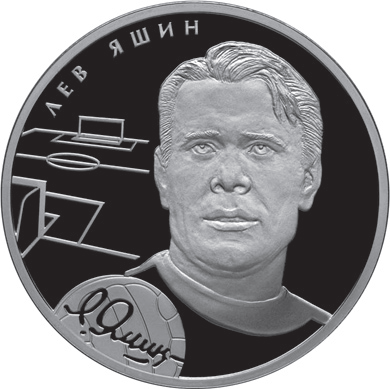
俱乐部传奇守门员列夫·雅辛的纪念币

- 蘇聯足球超級聯賽冠军 (11次)：1936年(в), 1937年, 1940年, 1945年, 1949年, 1954年, 1955年, 1957年, 1959年, 1963年, 1976年(в)
- 苏联杯冠军 (6次)：1937年, 1953年, 1967年, 1970年, 1977年, 1984年
- 俄罗斯足球超级联赛亚军：1994年
- 俄罗斯足球超级联赛季军：1992年, 1993年, 1997年，2008年
- 俄罗斯杯冠军：1995年
- 欧洲优胜者杯亚军：1972年

## 当前阵容
註釋：國旗表示球員在國際足聯資格規則定義的國家隊。球員可能擁有一個以上非國際足聯國籍。
| 號碼 |          | 位置 | 球員                |
| ---- | -------- | ---- | ------------------- |
| 1    | 俄罗斯   | 门将 | 安東·舒寧           |
| 4    | 白俄罗斯 | 后卫 | 席托夫              |
| 5    | 德国     | 前锋 | 菲利普              |
| 6    | 阿根廷   | 后卫 | 莱安德罗·费尔南德斯 |
| 7    | 匈牙利   | 中场 | 巴拉斯·迪祖薩克     |
| 10   | 俄罗斯   | 中场 | 伊戈爾·塞姆紹夫     |
| 11   | 俄罗斯   | 前锋 | 伊拿托域治          |
| 13   | 俄罗斯   | 后卫 | 弗拉基米爾·格拉納特 |
| 14   | 法國     | 中场 | 華贝拿              |
| 15   | 摩尔多瓦 | 后卫 | 亞歷山德魯·埃普雷努 |
| 16   | 厄瓜多尔 | 中场 | 卢保亚              |
| 17   | 俄罗斯   | 中场 | 加泰高夫            |
| 18   | 亞美尼亞 | 门将 | 比尔苏斯基          |
| 19   | 俄罗斯   | 门将 | 科罗夫              |

| 號碼 |          | 位置 | 球員            |
| ---- | -------- | ---- | --------------- |
| 20   | 乌克兰   | 前锋 | 安德烈·沃罗宁   |
| 22   | 德国     | 前锋 | 凯文·库兰伊     |
| 23   | 澳大利亚 | 后卫 | 盧克·威爾特希爾 |
| 27   | 俄罗斯   | 前锋 | 費多爾·斯莫羅夫 |
| 28   | 荷兰     | 中场 | 奥特曼·巴卡尔   |
| 29   | 俄罗斯   | 后卫 | 波里斯·罗滕堡   |
| 32   | 塞尔维亚 | 后卫 | 马高·卢米       |
| 41   | 俄罗斯   | 中场 | 亚历山大·萨佩塔 |
| 44   | 俄罗斯   | 后卫 | 切卓林          |
| 47   | 俄罗斯   | 中场 | 阿爾森·扎哈里安 |
| 56   | 俄罗斯   | 中场 | 苏保列夫        |
| 78   | 俄罗斯   | 前锋 | 苏罗马丁        |
|      | 羅馬尼亞 | 中场 | 科利斯古        |
|      | 俄罗斯   | 前锋 | 彭耶高夫        |
|      | 俄罗斯   | 中场 | 卡沙耶夫        |

预备队队员：
註釋：國旗表示球員在國際足聯資格規則定義的國家隊。球員可能擁有一個以上非國際足聯國籍。
| 號碼 |  | 位置 | 球員 |
| ---- |  | ---- | ---- |